# واغارشاک تر-واهانیان
واغارشاک آروتیونویچ تر-واهانیان (ارمنی: Վաղարշակ Հարությունի Տեր-Վահանյան؛ زاده ۵ نوامبر ۱۸۹۳ – درگذشته ۲۵ اوت ۱۹۳۶) سیاست‌مدار اهل ارمنستان و یکی از رهبران ارمنی حزب کمونیست اتحاد شوروی بود. وی یکی از نخستین قربانیان پاکسازی بزرگ دوره ژوزف استالین بود. تر-واهانیان یکی از شانزده روشنفکر شوروی بود که در طول دادگاه‌های نمایشی مسکو محاکمه شد. ادعا شد که وی بخشی از هسته مرکزی لئون تروتسکی-گریگوری زینوویف بوده‌است برای عملیات تروریسی بر علیه استالین، کلیمنت ووراشیلوف، آندری ژدانف، لازار کاگانویچ، و گریگوری ارژنیکیدزه. تحت فشار تر-واهانیان وادار شد تا گناه خویش را بپذیرد. وی در نهایت تیرباران شد و اموال شخصی وی توسط اتحاد شوروی مصادر شد. در سال ۱۹۸۸ در جریان پرسترویکا از وی اعاده حیثیت شد.